# Josep Lluís Facerías

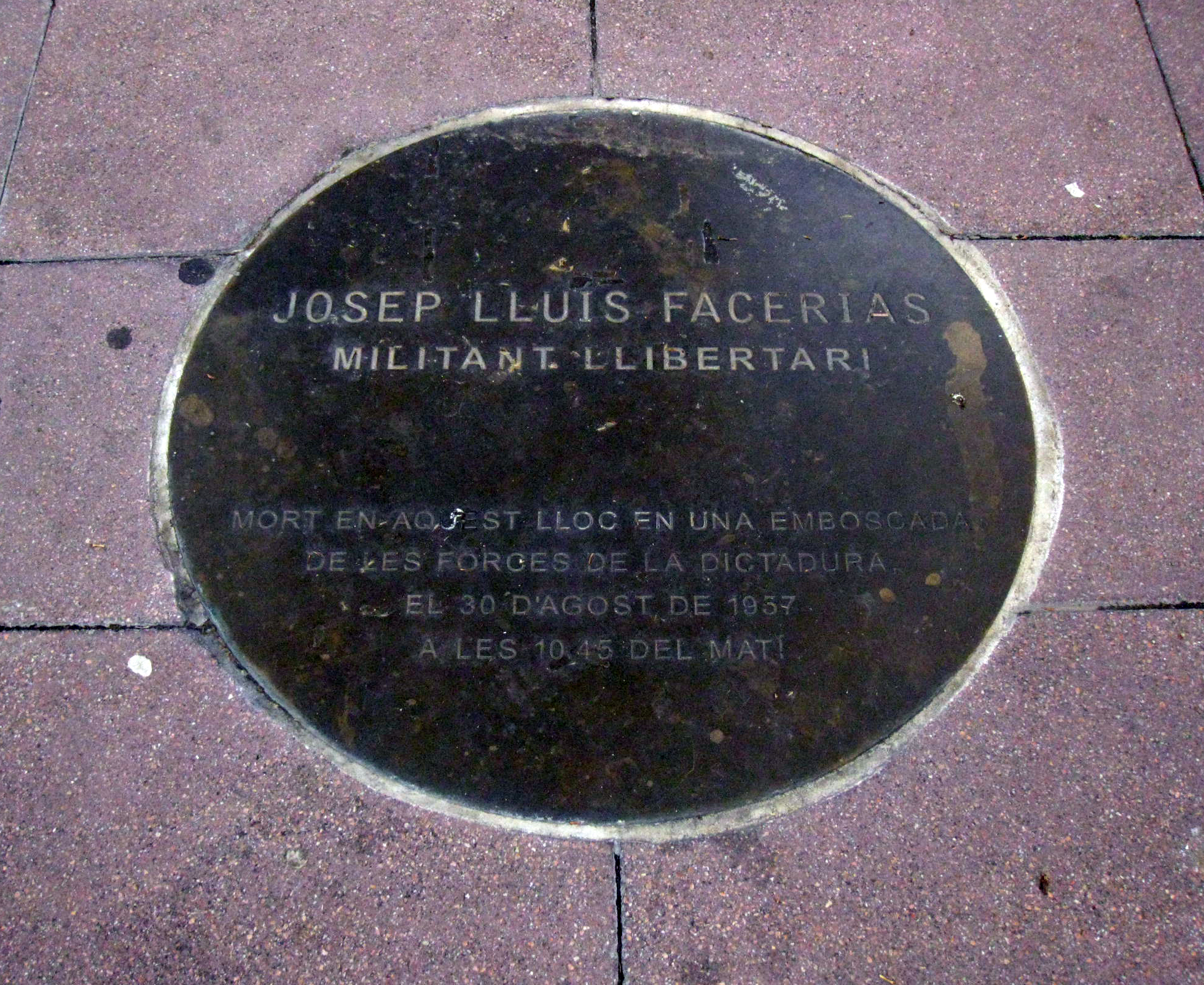
Targa pavimentale commemorativa di Facerías nel luogo della morte

Josep Lluís Facerías, noto anche con lo pseudonimo di Face o Petronio (José Luis Facerías; Barcellona, 6 gennaio 1920 – Barcellona, 30 agosto 1957), è stato un anarchico e guerrigliero spagnolo, è stato uno degli esponenti di maggior rilievo della Guerriglia antifranchista
.

## Biografia
All'età di 16 anni entra a far parte della Confederación Nacional del Trabajo, allo scoppio della Guerra civile spagnola si arruola nella Colonna Ascaso, combattendo sul fronte di Aragona fino alla cattura da parte dei franchisti nel 1939. Rilasciato nel 1945 partecipa attivamente all'attività clandestina nell'ambito della CNT e delle Juventudes Libertarias (l'organizzazione giovanile anarchica) ricoprendo incarichi direttivi.
Dopo un nuovo arresto nel 1947 si convince che la lotta armata sia la maniera migliore per ottenere denaro con cui sostenere l'attività clandestina del sindacato anarchico e soccorrere i detenuti e le loro famiglie. Costituisce una banda armata con cui compie, soprattutto a Barcellona, numerosi assalti e rapine a danno di banche e aziende, attentati negli uffici pubblici e a personalità del Regime franchista.
Tra il 1951 e il 1957 vive in Italia, dove pure compie rapine a vantaggio dell'organizzazione
Rientrato in Spagna, muore nel 1957, ucciso in una imboscata della polizia a Barcellona.